# Bugis+
Bugis+, autrefois appelé Iluma, est un centre commercial de Singapour. Ouvert le 1er juin 2009, il est exploité par CapitaLand.